# Renaat Grassin
Renaat Grassin (Sint-Gillis (Brussel), 9 februari 1900 – Ekeren, 12 oktober 1964) was een Brussels cabaretier en acteur die vooral bekendheid verwierf als "het Ketje", dat verwijst naar zijn Brusselse afstamming.

## Biografie
Renaat voltooide de Grieks-Latijnse humaniora aan het O.-L.-V.-College in Tienen en ging vervolgens een tijdje Germaanse filologie studeren aan de Leuvense Universiteit. Hij werkte onder meer bij de Forminière, het Crédit Anversois, een notaris, en later bij het Ministerie van Openbaar Onderwijs waar hij vertalingen maakte voor het Staatsblad.
In 1927 begint zijn toneelcarrière bij het Vlaamsche Volkstooneel. De doorbraak kwam in 1930 toen Grassin een Brusselse bewerking maakte van Boefje, een Nederlands toneelstuk van M.J. Brusse, met Grassin zelf in de hoofdrol. Decennialang zou hij de rol hernemen, en het personage van Boefje smolt samen met dat van het Ketje.
Hij was acteur en regisseur bij de toneelgroep van Staf Bruggen en schrijver van onder andere een bundel Eenakters (1931) en Kabaretschlager (1944).
Vanaf 1935 verleende hij zijn medewerking aan De Blinkende Zonnekloppers, een radiocabaretprogramma naar het voorbeeld van het Nederlandse De bonte dinsdagavondtrein. Grassin kroop er onder meer in de rol van Het Ketje. Na het uitbreken van de oorlog werd het radioprogramma opgedoekt, maar Grassin bleef actief bij "Zender Brussel" als het Ketje.
Na de bevrijding raakte Grassin betrokken in een proces rond radio Brussel. Op 17 mei 1947 werd hij veroordeeld tot drie jaar gevangenisstraf. Nadien bleef hij een tijd schrijven onder een pseudoniem.
Van 1953 tot 1964 nam Grassin deel aan het radiocabaretprogramma Kop en Staart op het NIR, de latere VRT. Hij vertolkte er opnieuw et Ketje, naast andere personages. Hij vertolkte ook rollen in een aantal films, onder meer Moeder, wat zijn we rijk (1957).
Kort na de laatste uitzending van Kop en Staart overleed hij in Ekeren.
In 2005 eindigde hij op nr. 604 in de Vlaamse versie van De Grootste Belg, buiten de officiële nominatielijst.